# Антонево (Поморське воєводство)
Антонево (пол. Antoniewo) — село в Польщі, у гміні Бруси Хойницького повіту Поморського воєводства.
У 1975-1998 роках село належало до Бидгощського воєводства.